# در به در (فیلم)
در به در (انگلیسی: Door to Door) یک فیلم درام آمریکایی است که بر پایهٔ زندگی شخصی بیل پورتر ساخته شده است که برای ترنر نتورک در پست پخش تلویزیونی نمایش داده می‌شد.

## طرح داستان
بیل پورتر از زمان تولد با فلج مغزی زندگی کرده است. او در بزرگسالی تصمیم می‌گیرد به دنبال شغل بگردد اما در شغل‌های مختلف با رد شدن مواجه می‌شود. با تشویق مادر حامی‌اش، آیرین، بیل برای شغلی به عنوان فروشندهٔ دوره‌گرد در شرکت واتکینز، که تأمین‌کنندهٔ لوازم خانگی و محصولات پخت و پز است، درخواست می‌دهد. در ابتدا، درخواست او برای این شغل جدی گرفته نمی‌شود، اما پیشنهاد بیل برای قبول کردن بدترین مسیر فروش و کار تنها با دریافت کمیسیون، مدیر استخدام را متقاعد می‌کند که به او شغلی بدهد. نخستین روز کاری بیل با سختی آغاز می‌شود، چراکه مسیر او پر از مشتریان بالقوهٔ عبوس است که یا خوش‌برخورد نیستند یا با وضعیت بدنی بیل احساس ناراحتی می‌کنند.
پس از چند روز در بسته و برخوردهای ناخوشایند، بیل شروع به شک کردن می‌کند که آیا برای این کار مناسب است یا نه. آیرین با یک ساندویچ که روی یک سمت آن با سس کچاپ کلمهٔ «شکیبایی» و روی سمت دیگر «پشتکار» نوشته شده، به او امید می‌دهد و بیل شروع به بهبود دادن فن بیان خود در فروش می‌کند. خیلی زود، درهایی که پیش‌تر به روی او بسته می‌شدند، باز می‌مانند و او می‌تواند برخی از مشتریان را به دوستان خود تبدیل کند. مشتریان بیل شامل گلادیس، بیوه‌ای تنها که دلش برای بیل می‌سوزد و اولین خرید را انجام می‌دهد، همسایگان پرمشاجره و یک زوج همجنس‌گرا هستند. سرپرستان بیل نیز متوجه عملکرد خوب او در منطقهٔ دشوار فروش می‌شوند و شروع به حمایت از تلاش‌هایش برای تبدیل این شغل جدید به حرفه‌ای موفق می‌کنند.
بیل با مشکلاتی روبرو می‌شود هنگامی که مادرش به بیماری آلزایمر مبتلا می‌شود. یک زوج مورمون می‌خواهند به بیل کمک کنند، اما غرور او مانع پذیرش کمکشان می‌شود. برای کمک در تحویل کالاها، بیل ناچار می‌شود دانشجویی به نام شلی را استخدام کند که به دوست و رازدار همیشگی‌اش تبدیل می‌شود.
پس از چند سال، آیرین به دلیل بیماری‌اش از دنیا می‌رود و بیل توسط شرکتش به عنوان فروشندهٔ سال معرفی می‌شود.

## بازیگران
- ویلیام اچ میسی در نقش بیل پورتر
- کیرا سجویک در نقش شلی سومکی بردی
- هلن میرن در نقش آیرین پورتر
- کتی بیکر در نقش گلادیس سالیوان
- جوئل بروکس در نقش آلن
- وودی جفریز در نقش برد
- نانسی لنهان
- رومی روزمونت در نقش رودا
- اریک کین‌لِساید در نقش همسایه باب
- داریل شاتلورث در نقش لری
- بیل داو در نقش چاک
- مایکل شنکس در نقش جان
- مایکل پی. نورتی در نقش مرد «برو گمشو»
- لاری مرداک در نقش جویی پیر
- الوین سندرز در نقش واکسی پسرکفاش
- کریستینا یاستژمبسکا در نقش خانم کلاترنکو
- مری بلک در نقش خانم وارن
- گرگ کین در نقش کلارک
- ال. هاروی گلد در نقش مرد بستری
- فرد کیتینگ در نقش دکتر
- لورنا گیل در نقش مدیر بیمارستان
- کوین مک‌نالتی در نقش رئیس شرکت واتکینز
- دیوید جیمز لوئیس در نقش پیتر شفر
- مری بی. مک‌کان در نقش عروس گلادیس
- رابرت مولونی در نقش پسر گلادیس
- جسی ماس در نقش انباردار شرکت واتکینز
- کنداس چرچیل در نقش پیشخدمت رستوران
- شان تایلر فولی در نقش پسر نوجوان در رستوران
- ملانی مرکوسکی در نقش دختر نوجوان در رستوران
- لیندن بنکس در نقش کشیش
- دریل هایز در نقش پلیس
- جینجر پیج در نقش کیم
- آلف همفریز در نقش مرد درون ماشین
- لری موسر در نقش فروشنده دیگر
- بریتنای تیپلیدی در نقش کاترینا
- بیل مک‌کنزی در نقش نگهبان امنیتی
- برندا کریچلو در نقش منشی شرکت واتکینز
- گاردینر میلر در نقش پلیس
- جوسلین لوون در نقش زن همراه لری
- فلیسیتی هافمن در نقش مادر جویی (بدون نام در عنوان‌بندی)

## اجرا
بازیگران فیلم در به در تحسین گسترده‌ای دریافت کردند. مایکل اسپایر از ورایتی نقدی دوگانه ارائه داد که در آن نوشت: «'در به در' شبکهٔ تی‌ان‌تی تمام ویژگی‌های یک فیلم پیام‌دار را دارد، اما پیامی ندارد.» او افزود که «نشان دادن این وضعیت [فلج مغزی] تنها به‌عنوان مانعی جزئی و نه چیزی که می‌تواند نیازمند یک عمر مراقبت پزشکی باشد... به اندازه‌ای که می‌خواهد به مسئلهٔ افراد دارای ناتوانی خدمت کند، موفق نیست.» او نتیجه‌گیری کرد: «اما اجرای میسی درخشان است. با آرایش سنگین و بدنی لاغر، گفتاری کشیده، پشت قوس‌دار و گوش‌های برجسته، او به‌طور کامل به آن مرد تبدیل می‌شود. این بازیگران فرعی هستند ـ با وجود شهرتشان ـ که آن‌چنان با متن هماهنگ نیستند. میرن به‌طور تأسف‌باری در نقش مادر دلسوز و مصممی که بستری می‌شود، کم‌کاربرد مانده، سجویک همان شخصیت سرحال همیشگی‌اش است در نقشی که عمق چندانی نمی‌خواهد و بیکر هم نقش بالقوه عمیقش را بیش‌ازحد ساده بازی می‌کند.»
کارلا مایر از روزنامهٔ سان فرانسیسکو کرونیکل از میسی و میرن ستایش کرد و نوشت این فیلم «از آن فیلم‌های تلویزیونی الهام‌بخش دربارهٔ پیروزی روح انسان است، که همراه داشتن دستمال کاغذی اجباری‌ست. اما تقریباً هیچ‌گاه احساساتی و احمقانه نمی‌شود.» یکی از انتقادهای او این بود که فیلم «وقتی به دههٔ ۹۰ می‌رسد و تمرکز را روی مقاومت بیل در برابر عصر اطلاعات می‌گذارد، به مردی که توانایی شگفت‌انگیزی در سازگاری ـ با زندگی با یک ناتوانی، با شغلی سخت، با اندوه ـ نشان داده، بی‌عدالتی می‌کند.»